# Unorthodox Jukebox
Unorthodox Jukebox è il secondo album in studio del cantautore statunitense Bruno Mars, pubblicato l'11 dicembre 2012 dalla casa discografica Atlantic Records. Il primo singolo estratto dall'album, Locked Out of Heaven, è stato pubblicato il 1º ottobre 2012 e ha ricevuto critiche positive dai critici ed è arrivato alla posizione numero 1 della Billboard Hot 100 per 4 settimane. Il 4 dicembre 2012 è stato reso disponibile sul sito ufficiale del cantautore l'ascolto di tutti i brani dell'album.
L'album fu il più venduto del 2013 in tutto il mondo con circa 4 milioni di vendite. A fine 2014 le stime di vendita totali risultavano superare i 6 milioni.

## Descrizione

### Composizione
(Mark Ronson parla di come ha accettato di lavorare all'album Unorthodox Jukebox)
Bruno Mars in un'intervista a Billboard ha dichiarato: «Tra qualche giorno entrerò in studio per scrivere e produrre ciò che voglio. Questo album rappresenta la mia libertà. Tanti produttori e case discografiche mi hanno detto: 'La tua musica fa schifo, non sai chi sei, la tua musica è dappertutto e non sappiamo se il mercato musicale accetterebbe questa roba. Scegli una corsia e poi ritorna da noi'. È stato disgustoso per me, perché io non volevo essere un numero da circo. Ascolto molta musica, e voglio avere la libertà e il lusso di dire: 'Oggi voglio fare R&B, hip-hop, soul per un disco rock'». In un'intervista al celebre magazine Rolling Stones, il cantante ha dichiarato che la ragione che sta dietro alla scelta del titolo dell album (Unorthodox Jukebox) è che voleva creare qualcosa di inaspettato dopo il grande successo del album di debutto (Doo-Wops and Hooligans). Al disco hanno collaborato molti produttori tra cui: Mark Ronson, Jeff Bhasker, Emile Hayine, Diplo e il gruppo di produttori del quale fa parte lo stesso Mars, The Smeezingtons. Bruno Mars ha anche dichiarato che il nuovo album incorpora vari stili musicali e quindi non può «raccogliere una singola corsia».

### Stile musicale e temi
L'album è propriamente di genere pop e R&B ma Unorthodox Jukebox incorpora anche generi di musica rock, soul, reggae e disco. Andrew Chan di Slant Magazine ha osservato che nell'album di Bruno Mars fioriscono elementi di musica Synthy Pop anni 80 con una approssimazione di RnB e Reggae. Secondo il critico musicale Simon Prince il nuovo album di Bruno Mars si avvicina di più allo stile musicale del gruppo Wham!, in particolare nelle canzoni Treasure e When I Was Your Man. I testi dell'album richiamo i tipici testi di Mars. John Roen ha osservato che il cantautore parla continuamente all'interno dei suoi brani di «sesso-selvaggio spazzato dal vento e di grandi dichiarazioni di amore».

### Singoli
Il primo singolo estratto dall'album, Locked Out of Heaven, è stato pubblicato in formato digitale il 1º ottobre 2012. Il brano presenta forti influenze rock, reggae e new wave che rimandano ai successi dei The Police Message in a Bottle e Roxanne e di Michael Jackson Beat It. Negli Stati Uniti è rimasta al primo posto della Hot 100 per 4 settimane, vendendo circa 13 milioni di copie in tutto il mondo, diventando un enorme successo internazionale.
Il secondo singolo estratto dall'album, When I Was Your Man, è stato pubblicato il 15 gennaio 2013. È una canzone pop dall'atmosfera triste, come il precedente singolo di Mars, Locked Out of Heaven, ha avuto un grandissimo impatto commerciale in tutto il mondo, ottenendo ben presto il disco di platino negli Stati Uniti, raggiungendo la vetta della Billboard Hot 100 e imponendosi sulle classifiche musicali di tutto il mondo, diventando una hit di rilievo in paesi come Regno Unito, Italia, Francia e Canada.
Il terzo singolo estratto dall'album, Treasure è stato pubblicato il 17 giugno 2013, e ha tendenze disco con influenze che ricordano Michael Jackson. La canzone è diventata anch'essa una grandissima hit in tutto il mondo, raggiungendo risultati leggermente minori ai precedenti singoli, ma comunque avendo un ottimo successo.
Il quarto e ultimo singolo estratto dall'album, Gorilla, è stato pubblicato il 26 agosto 2013, ha ottenuto un discreto successo, decisamente minore ai precedenti singoli.

### Copertina
La copertina del disco mostra un gorilla mentre regola un jukebox. All'interno si vede sempre un gorilla. Sul retro del disco, infine, sono scritte le tracce in rosso su uno sfondo ritraente un palcoscenico coperto da tende.

## Critica
- Per Metacritic che assegna punteggi su 100 tramite le recensioni di critici influenti, l'album ha totalizzato 70 punti su 100 recensioni positive, punteggio che segnala "recensioni prevalentemente favorevoli";
- Jody Rosen della rivista Rolling Stone ha dichiarato sull'album "è un disco che rende il suono della concorrenza triste ed affamata al suo confronto", ha ritenuto anche che la sua aria Vintage lo rende un album da grande Pop;
- Melissa Maerz ha commentato: "Il suo talento per la lavorazione della tonicità di tutte le strisce è innegabile";
- Jon Caramanica ha definito le sue canzoni:"Eccezionali e Lussureggianti";
- BBC Music Matthew Horton ha trovato l'album "attraente, coinvolgente e in generale tutto il disco attraversa la fiducia di un uomo che deve sentirsi lui stesso".

## Tracce
Edizione standard
1. Young Girls – 3:49 (Bruno Mars, Phlip Lawrence, Ari Levine, Jeff Bhasker, Emile Hayine)
2. Locked Out of Heaven – 3:54 (Bruno Mars, Philip Lawrence, Ari Levine, Mark Ronson, Jeff Bhasker, Emile Hayine)
3. Gorilla – 4:04 (Bruno Mars, Philip Lawrence, Ari Levine, Mark Ronson, Jeff Bhasker)
4. Treasure – 2:58 (Bruno Mars, Philip Lawrence, Ari Levine)
5. Moonshine – 3:48 (Bruno Mars, Philip Lawrence, Ari Levine, Mark Ronson, Jeff Bhasker, Andrew Wyatt)
6. When I Was Your Man – 3:33 (Bruno Mars, Phlip Lawrence, Ari Levine, Andrew Wyatt)
7. Natalie – 3:45 (Bruno Mars, Phlip Lawrence, Ari Levine, Paul Epworth, Benny Blanco)
8. Show Me – 3:27 (Bruno Mars, Phlip Lawrence, Ari Levine, Dwayne Chin-Qee, Mitchum Chim, Supa Dups)
9. Money Make Her Smile – 3:23 (Bruno Mars, Phlip Lawrence, Ari Levine, Pentz)
10. If I Knew – 2:10 (Bruno Mars, Phlip Lawrence, Ari Levine)

Edizione deluxe (Target)
1. Old & Crazy (feat. Esperanza Spalding) – 4:08 (Bruno Mars, Phlip Lawrence, Ari Levine, Jeff Bhasker, Emile Haynie, Esperanza Spalding)
2. Young Girls (Demo Version) – 3:18 (Bruno Mars, Phlip Lawrence, Ari Levine, Jeff Bhasker, Emile Hayine)
3. Gorilla (Demo Version) – 3:22 (Bruno Mars, Phlip Lawrence, Ari Levine, Jeff Bhasker, Emile Hayine)
4. Moonshine (The Futuristic Remix) – 4:53 (Bruno Mars, Philip Lawrence, Ari Levine, Mark Ronson, Jeff Bhasker, Andrew Wyatt)
5. Locked Out of Heaven (Major Lazer Remix) – 4:48 (Bruno Mars, Philip Lawrence, Ari Levine, Mark Ronson, Jeff Bhasker, Emile Haynie)

## Formazione
- Bruno Mars – voce, chitarra, pianoforte, tastiere
- Nick Movshon – basso
- Mark Ronson – basso, chitarra, scratches
- Steve Jordan – batteria
- Homer Steinweiss – batteria
- Emile Haynie – batteria, tastiere
- Sharrod Barnes – chitarra
- Andrew Wyatt – chitarra, cori
- Jeff Bhasker – tastiere, cori
- Artie Smith – vibrafono

## Classifiche

### Classifiche settimanali
| Classifica (2013) | Posizione massima |
| ----------------- | ----------------- |
| Belgio (Fiandre)  | 4                 |
| Belgio (Vallonia) | 4                 |
| Canada            | 1                 |
| Irlanda           | 3                 |
| Italia            | 20                |
| Nuova Zelanda     | 2                 |
| Paesi Bassi       | 4                 |
| Regno Unito       | 1                 |
| Stati Uniti       | 1                 |
| Svizzera          | 1                 |

### Classifiche di fine anno
| Classifica (2013) | Posizione |
| ----------------- | --------- |
| Belgio (Fiandre)  | 5         |
| Belgio (Vallonia) | 8         |
| Canada            | 4         |
| Irlanda           | 10        |
| Italia            | 49        |
| Nuova Zelanda     | 3         |
| Paesi Bassi       | 19        |
| Regno Unito       | 6         |
| Stati Uniti       | 4         |
| Svizzera          | 8         |
| Classifica (2024) | Posizione |
| Portogallo        | 152       |